# Ковалёв, Григорий Семёнович
Григорий Семёнович Ковалёв (1902-1944) — Гвардии сержант Рабоче-крестьянской Красной Армии, участник Великой Отечественной войны, Герой Советского Союза (1945).

## Биография
Григорий Ковалёв родился 25 апреля (по новому стилю — 8 мая) 1902 года в деревне Большая Крушиновка (ныне — Рогачёвский район Гомельской области Белоруссии). В 1924—1928 годах проходил службу в Рабоче-крестьянской Красной Армии. С 1932 года работал председателем колхоза на родине. В начале Великой Отечественной войны оказался в оккупации и вступил бойцом в партизанский отряд. В августе 1944 года Ковалёв повторно был призван в армию, был стрелком 2-й гвардейской мотострелковой бригады 3-го гвардейского танкового корпуса 5-й гвардейской танковой армии 1-го Прибалтийского фронта. Отличился во время Шяуляйской операции.
18 августа 1944 года Ковалёв находился среди советских бойцов, которые обороняли высоту к западу от Шяуляя от мощной контратаки батальона пехоты противника, 23 танков и 9 бронетранспортёров. В критический момент боя Ковалёв со связкой ручных гранат бросился под немецкий танк, ценой своей жизни уничтожив его. Первоначально был похоронен в литовской деревне Купри, но позднее перезахоронен в местечке Гинкунай Шяуляйского района Литвы.
Указом Президиума Верховного Совета СССР от 24 марта 1945 года за «образцовое выполнение боевых заданий командования на фронте борьбы с немецкими захватчиками и проявленные при этом мужество и героизм» гвардии сержант Григорий Ковалёв посмертно был удостоен высокого звания Героя Советского Союза. Также посмертно был награждён орденом Ленина.